# Vošnjak
Vošnjak je priimek več znanih ljudi:
- Bogumil Vošnjak (1882—1959), pravnik, politik in diplomat
- Ivan Vošnjak (1818—1877), teolog in filozof
- Ivan Vošnjak (1851—1933), tovarnar, politik
- Josip Vošnjak (1834—1911), zdravnik, politik in pisatelj
- Josip Vošnjak (1918—?), glasbenik, slikar (Srbija)
- Jožef Vošnjak, duhovnik na Koroškem
- Lovro Vošnjak (1830—1896), župnik, kronist
- Majda Vošnjak, igralka
- Mihael Vošnjak (1837—1920), železničarski strokovnjak, zadružnik in politik
- Mitja Vošnjak (1923—2003), politik, diplomat, urednik in pisatelj
- Sergej Vošnjak (1924—2005), pisatelj in novinar
- Uroš Vošnjak (*1956), pesnik in pisatelj
- Vera Vošnjak (1926—1996), šolnica, pedagoginja
- Vendelin Vošnjak (1861—1933), frančiškan, svetniški kandidat
- Vinko Vošnjak (1890–1926), dramatik in gledališki organizator v Celju
- Vladimir Vošnjak, narodni delavec, uradnik, pozneje kmet (oče Mitje in Sergeja)